# Scoot Henderson
Sterling Freeman "Scoot" Henderson (nascut el 3 de febrer de 2004) és un jugador de bàsquet professional nord-americà dels Portland Trail Blazers de la National Basketball Association (NBA).
Va jugar a l'institut Carlton J. Kell (High School) a la seva ciutat natal de Marietta, Geòrgia. Als 17 anys, Henderson va signar amb els Ignite de la NBA G-League, després de graduar-se anticipadament de l'escola de secundària. Es va convertir en el jugador més jove de la història de la G-League.
Henderson va ser seleccionat en la tercera posició del draft de l'NBA de 2023 pels Blazers.